# 井上たかひこ
井上 たかひこ（いのうえ たかひこ、1943年 - ）は、日本の水中考古学者。
茨城県日立市生まれ。法政大学経済学部卒業。米国テキサス州立テキサスA&M大学大学院文化人類学部（水中考古学専攻）修了。同大併設の水中考古学研究所にて「水中考古学」の父と呼ばれるジョージ・バス(考古学者)に師事し、水中考古学の学位を授与される。この間、トルコのウルブルン難破船、ジャマイカのポート・ロイヤル海底都市、元寇船など水中遺跡の発掘調査に参加。その後、筑波大学歴史人類学研究科研究生、茨城大学非常勤講師、カルチャースクール講師など。現在は千葉県勝浦沖の黒船ハーマン号（ハーマン号事件）を調査中。日本水中考古学調査会会長。

## 著書
- 『水中考古学への招待 海底からのメッセージ』成山堂書店 1998
- 『気がついたら水中考古学者』成山堂書店 2005
- 『海の底の考古学 水中に眠る財宝と文化遺産、そして過去からのメッセージ』舵社 2010
- 『水中考古学のABC』成山堂書店 2012
- 『水中考古学 クレオパトラ宮殿から元寇船、タイタニックまで』中公新書 2015